# Bupalus albopuncta
Bupalus albopuncta är en fjärilsart som beskrevs av Dzuirz. 1912. Bupalus albopuncta ingår i släktet Bupalus och familjen mätare. Inga underarter finns listade i Catalogue of Life.